# Andrzej Górbiel
Andrzej Górbiel (ur. 1970 r. – zm. 15 listopada 1996 r.) – absolwent Akademii Górniczo-Hutniczej w Krakowie, dziennikarz, programista, redaktor wydawanego w Krakowie i Katowicach magazynu Komputery i Biuro, ukazującego się jako dodatek do Gazety Wyborczej. Stworzył i prowadził też elektroniczną wersję KiB, jako jedno z najwcześniejszych polskich czasopism internetowych (od 1994) poświęconych tematyce komputerowej. 
Zginął tragicznie w wypadku samochodowym na autostradzie A4, na odcinku z Katowic do Krakowa.
Andrzej Górbiel był m.in. autorem programu klawiaturowego Polkeyb dla systemu operacyjnego Windows, który pozwalał uzyskiwać polskie litery z wybranym przez użytkownika klawiszem, a ponadto umożliwiał zdefiniowanie własnych klawiatur, co pozwalało m.in. pisać dokumenty HTML bezpośrednio w stronie kodowej ISO-8859-2, zgodnie z Polską Normą i przyjętymi na świecie standardami ISO. Również esperantyści mogli zdefiniować swoją klawiaturę zgodnie z popularną we wcześniejszym okresie stroną kodową ISO-8859-3 (dzisiaj niemal bez wyjątku stosuje się w tekstach esperanckich Unicode). Nakładka ta działa w systemach Windows 3.1, 95, 98 i z pewnymi problemami w Windows Millenium, ale nie funkcjonuje w Windows NT, 2000 i XP.
Archiwum artykułów Andrzeja Górbiela (Web Archive)